# Shadowgraph
「shadowgraph」（シャドウグラフ）は、日本の音楽ユニット、MYTH & ROID（ミスアンドロイド）の8thシングルである。2019年2月27日にメディアファクトリーから発売された。

## 概要
表題曲「shadowgraph」は2019年1月から放送されたテレビアニメ『ブギーポップは笑わない』のオープニングテーマとして起用された。またカップリング曲の「Remembrance」は2019年2月8日より公開の『劇場版 幼女戦記』の主題歌として起用された。どちらもギターを用いないミディアムテンポの楽曲。ともに2020年3月4日に発売されたベスト・アルバム『MUSEUM -THE BEST OF MYTH ＆ ROID-』に初収録された。

## 楽曲解説

### 「shadowgraph」
『ブギーポップは笑わない』は原作シリーズ第1作の刊行から20年目の2018年にテレビアニメ化が決定した（19年ぶり2度目）。原作は各エピソードが複雑に絡み、ストーリーとともに物語の全体像が見えてくる、ミステリアスかつホラーな作品。表題曲はそんな作品世界の持つ不穏さや不気味さを感じさせる楽曲となっており、YouTubeで先行公開されたミュージックビデオは発売されるまでの間に再生数100万回突破を達成した。歌詞のテーマは「シュルレアリスム」。Tom-H@ckによるとMYTH & ROIDが起用された際に、アニメの制作サイドから楽曲について「原作を読んだうえで世界観を表現できるオープニング」以外の要望は特になかったという。Tom-H@ckはインタヴューで原作のつかみどころのなさを表現したかったと語っており、hotaruの歌詞も答えの出ない問いかけを続ける、哲学性をはらんだものとなっている。ボーカルのKIHOWは感情を抑えて歌うことや、希望が見えない中で何かを探し続ける人の不安や迷いを表現することを心掛けたと語っている。サウンドは打ち込みが中心となっており、全編にチェロのソロを入れることで打ち込みと生の演奏の融合を図りつつ、ストリングスの存在感で聴き手を引きつけようと試みている。具体的にはチェロの録音が難しいことから、曲の中にチェロが生きる隙間を作りつつ、チェロの太い音を録音している。これには音数の少なさが一役買っており、またハイハットを一切加えないことで低音を響かせている。
ミュージックビデオ、ジャケットともにテーマは「神秘的」と「恐怖」。ミュージックビデオは自分自身を探す「顔」のない主人公が次第に壊れていくというサイコスリラー的な映像となっている。2019年1月11日にYouTubeで公開され、半年後の7月11日にフルバージョンが公開されている。
MYTH＆ROIDの公式サイトで和訳歌詞が公開されている。

### 「Remembrance」
「Remembrance」（リメンバランス）は『劇場版 幼女戦記』の主題歌。いわゆる鎮魂歌であり、上村泰監督の要望でファーストアルバム『eYe's』収録の「雪を聴く夜」を参考にして制作された。歌詞のテーマは文字通り「追悼」あるいは「記憶」。静謐な楽曲で、Tom-H@ckは映画のラストシーンを意識して余韻を残すことができる曲作りを心掛けた。たとえばMYTH & ROIDの楽曲はダブリングを用いることが多いが、「Remembrance」はボーカルを1本にすることでKIHOWの声を伝えることに重きを置いている。KIHOWは戦争が終わった後の空気感や、大切な人を失った悔しさに耐える心をイメージして歌ったと語っている。

## 収録曲
| 全作詞・作曲・編曲: MYTH & ROID。 |                                                                 |             |             |      |
| #                                 | タイトル                                                        | 作詞        | 作曲・編曲  | 時間 |
| 1.                                | 「shadowgraph」(テレビアニメ『ブギーポップは笑わない』OPテーマ) | MYTH & ROID | MYTH & ROID | 4:05 |
| 2.                                | 「Remembrance」(『劇場版 幼女戦記』主題歌)                      | MYTH & ROID | MYTH & ROID | 3:41 |
| 3.                                | 「shadowgraph (instrumental)」                                  | MYTH & ROID | MYTH & ROID | 4:04 |
| 4.                                | 「Remembrance (instrumental)」                                  | MYTH & ROID | MYTH & ROID | 3:41 |
| 合計時間:                         | 合計時間:                                                       | 15:31       |             |      |

## 収録アルバム
| 曲名        | アルバム                              | 発売日       | 備考             |
| ----------- | ------------------------------------- | ------------ | ---------------- |
| shadowgraph | 『MUSEUM -THE BEST OF MYTH ＆ ROID-』 | 2020年3月4日 | ベスト・アルバム |
| Remembrance | 『MUSEUM -THE BEST OF MYTH ＆ ROID-』 | 2020年3月4日 | ベスト・アルバム |